# NGC 3484
NGC 3484 је ознака објекта на координатама са ректансцензијом 11h 3m 6,0s и деклинацијом + 75° 49" 6'. Открио га је Џон Хершел, 5. априла 1832. Каснијим посматрањима на том положају није уочен никакав астрономски објекат.